# Adita Riera
Adita Riera   (Caracas, 19 de juliol de 1948) és una actriu, locutora i model veneçolana, filla de l'actriu Chela D'Gar. Va protagonitzar diverses telenovel·les en Venevisión, sent la primera Lucecita junt amb Humberto García, i ha participat en diverses radionovel·les de l'Univers de l'Espectacle.

## Biografia
Ada Graciela García va néixer a Caracas. De 1954 a 1967 va cursar estudis en el Col·legi La Consolació on es va graduar de Batxiller en Ciències. De 1968 a 1972, a la Universitat Catòlica Andrés Bello, obtenint el títol de Llicenciada en Comunicacions. Va debutar com a actriu i model infantil a Venevisión, Canal 4, el 1962; també va treballar com a locutora i en radionovel·les. Va debutar en el teatre en l'obra Bodas de sangre l'any 1964. El 1967 participa en la seva primera telenovel·la Sor Alegria. Després d'una reeixida carrera en telenovel·les, es va retirar el 1980. L'any 2004 va tornar a les radionovel·les i el 2006 a les telenovel·les.

## Filmografia

### Telenovel·les
| Any  | Telenovel·la               | Paper                                  | Cadena                   |
| ---- | -------------------------- | -------------------------------------- | ------------------------ |
| 1967 | Sor Alegría                |                                        | Venevisión               |
| 1967 | Don Bosco                  |                                        | Venevisión               |
| 1968 | Rosario                    | Bebita                                 | Venevisión               |
| 1970 | Esmeralda                  | Graciela Peñalver                      | Venevisión               |
| 1972 | Me llamo Julián, te quiero |                                        | Venevisión               |
| 1972 | Lucecita                   | Lucecita                               | Venevisión               |
| 1973 | La mujer prohibida         | Virginia Galván                        | Venevisión               |
| 1974 | La loba                    | Virginia Galván / Angélica de Montemar | Venevisión               |
| 1974 | Isla de brujas             |                                        | Venevisión               |
| 1975 | Los poseídos               | Isabel Proctor                         | Venevisión               |
| 1975 | La señorita Elena          | Elena Román                            | Venevisión               |
| 1976 | Daniela                    | Daniela                                | Venevisión               |
| 1977 | Expediente de un amor      |                                        | Venevisión               |
| 1978 | Indocumentada              |                                        | Venevisión               |
| 2006 | El desprecio               | Octavia Santamaría                     | RCTV                     |
| 2007 | Mi prima Ciela             | Sor Esperanza Ávila (o Sor Canario)    | RCTV                     |
| 2009 | Alma indomable             | Caridad Robles                         | Venevisión Internacional |
| 2009 | Pecadora                   | Jutgessa Sotomayor                     | Venevisión               |

### Sèries
| Any  | Sèrie                | Cadena     |
| ---- | -------------------- | ---------- |
| 1976 | Los tres mosqueteros | Venevisión |
| 1976 | Dick Turpin          | Venevisión |
| 1976 | Zárate               | Venevisión |
|      | Abracadabra          |            |

### Pel·lícules
| Any  | Pel·lícula         |
| ---- | ------------------ |
| 1964 | Acosada            |
|      | La heroína         |
|      | Cartas de amor     |
|      | Clamor campesino   |
|      | Pacto de hermanas. |

## Radionovel·les
| Any | Radionovel·la                   |
| --- | ------------------------------- |
|     | Las alegres comadres de Windsor |
|     | La zapatera prodigiosa          |
|     | Cuento de navidad               |
|     | Leonela                         |
|     | Donde nace el recuerdo          |
|     | Libertaria                      |

## Teatre
| Any  | Obra                    |
| ---- | ----------------------- |
| 1964 | Bodas de sangre         |
| 1968 | La tercera palabra      |
| 1970 | Réquiem para un eclipse |